# Mauritanichthys
Mauritanichthys è un genere estinto di pesci ossei appartenente all'ordine dei Redfieldiiformes, vissuto durante il Triassico in Africa nordoccidentale. La specie tipo è Mauritanichthys rugosus.

## Descrizione
Mauritanichthys rugosus era un pesce di piccole dimensioni, con corpo fusiforme lungo circa 11–12 cm nei campioni più completi, per una lunghezza standard stimata attorno ai 15 cm. Il corpo era ricoperto da scaglie ganoidi disposte in almeno 35 file, probabilmente oltre 40. Le scaglie anteriori erano più profonde che lunghe, mentre quelle posteriori avevano forma romboidale e superficie liscia.
La pinna pettorale era posizionata ventralmente, mentre la pinna pelvica si trovava a metà strada tra la pettorale e l'anale. Le pinne dorsale e anale erano probabilmente molto posteriori, anche se la parte terminale del corpo non è mai stata rinvenuta. La pinna anale era ben sviluppata, con almeno 20 raggi segmentati e ramificati distalmente. Le pinne erano precedute da fulcri basali e frangiati.
Il cranio era incompleto in tutti gli esemplari noti, ma si conservano alcune caratteristiche rilevanti. Il rostro era ornato da tubercoli, così come la volta cranica, composta da grandi parietali e postparietali trapezoidali. Il dermopterotico e il dermosfenotico erano rettangolari, con quest’ultimo formante gran parte del margine dorsale dell’orbita. Il preopercolo era a forma di scure, con due rami a 90° e contatto anteriore con il giugale.
La mascella superiore presentava denti piccoli e acuminati, mentre la mandibola era composta da un angolare profondo e un dentale allungato, entrambi ornati da creste longitudinali. L’opercolo e il sotto-opercolo erano più profondi che lunghi, inclinati anteriormente e simili per dimensioni. Un singolo ramo branchiostegale di forma circolare era associato alla mandibola.

## Classificazione
La specie Mauritanichthys rugosus è stata descritta per la prima volta da Martin nel 1980 a partire da fossili provenienti dal Marocco.
Mauritanichthys rugosus è attribuito ai Redfieldiiformes grazie a tratti distintivi come il dermopterotico rettangolare, il preopercolo a forma di scure, la presenza di un solo ramo branchiostegale piatto, e l’ornamentazione del cranio con tubercoli e creste. Condivide alcune caratteristiche con generi come Cionichthys, Molybdichthys e Lasalichthys, tra cui la presenza di scaglie lisce con bordo posteriore non denticolato e l’ornamentazione parallela della cintura pettorale.
Si differenzia tuttavia da questi generi per una combinazione unica di tratti: l’opercolo e il sotto-opercolo più profondi che lunghi, il contatto anteriore pronunciato del preopercolo con il giugale, le scaglie anteriori significativamente più profonde che lunghe, e il contatto tra preopercolo e dermopterotico.